# Харасава, Хисаёси
Хисаёси Харасава (яп. 原沢 久喜 Харасава Хисаёси, 3 июля 1992 года, Симоносеки, префектура Ямагути, Япония) — японский дзюдоист, двукратный серебряный призёр Олимпийских игр, чемпион Универсиады 2015. Обладатель 3-го дана дзюдо.

## Биография
Начал заниматься дзюдо в шесть лет. Больших успехов почти за всю школьную карьеру не имел, но в 2010 году стал третьим на чемпионате Японии среди школьников и стал серебряным призёром чемпионата Японии среди юниоров. После этих успехов решил продолжить тренировки (до этого он намеревался оставить спорт после школы). 
В 2011 году поступил в университет Nihon University.  В 2012 году победил на нескольких студенческих турнирах и  завоевал Кубок Кодокана. В 2013 году был первым на Belgian Open и завоевал серебряную медаль на чемпионате Японии по дзюдо в открытой весовой категории. В 2013 году был третьим на Кубке Кодокана и турнире серии Большого Шлема в Токио. В 2014 году был пятым на Гран-при Дюссельдорф, третьим на турнире серии Большого Шлема в Тюмени, первым на Гран-при Циндао; на чемпионате Японии в весовой категории до 100 килограммов был третьим, а на более престижном чемпионате в открытой весовой категории лишь пятым. В 2015 году одержал победы на целой серии турниров: Универсиаде, чемпионате Японии в открытой весовой категории, European Open в Риме, турнирах серии Большого шлема в Париже, Токио и Тюмени, и лишь на чемпионате Японии в весовой категории до 100 килограммов был третьим. В 2016 году на чемпионате Японии в весовой категории до 100 килограммов был первым, а в открытой категории третьим, также третьим был на турнире IJF World Masters. 
Выступал на Олимпийских играх 2016 года, в категории свыше 100 килограммов. Спортсмены были разделены на 4 группы, из которых четыре дзюдоиста по результатам четвертьфиналов выходили в полуфиналы. Проигравшие в четвертьфинале встречались в «утешительных» схватках и затем с потерпевшими поражение в полуфиналах, и по этим результатам определялись бронзовые призёры.
Хисаёси Харасава сумел дойти до финала, где лишь по количеству замечаний уступил Тедди Ринеру. 
| Круг  | Соперник               | Действия                                                      | Итог      | Соперник                   | Действия |
| ----- | ---------------------- | ------------------------------------------------------------- | --------- | -------------------------- | --- |
| 1/32  | Хисаёси Харасава (JPN) | Ложная атака (4:38) — сидо                                    | 0s1—0s2   | Адам Окруашвили (GEO)      | Уклонение от захвата (0:59) — сидо Пассивность (4:28) — сидо                                                                                      |
| 1/16  | Хисаёси Харасава (JPN) | Пассивность (2:33) — сидо О-Ути Гари (3:26) — иппон           | 0—0s1     | Ушанги Кокаури (AZE)       | — |
| 1/4   | Хисаёси Харасава (JPN) | —                                                             | 100—0s4   | Алекс Гарсия Мендоза (CUB) | Запрещённый захват сустава (0:40) — сидо Запрещённый захват сустава (1:23) — сидо Пассивность (2:39) — сидо Выход за пределы татами (3:28) — сидо |
| 1/2   | Хисаёси Харасава (JPN) | Выход за пределы татами (1:47) — сидо О-Ути Гари (3:26) — юко | 101s1—0s4 | Абдулло Тангриев (UZB)     | Уклонение от захвата (1:23) — сидо Уклонение от захвата (2:15) — сидо Пассивность (3:38) — сидо Пассивность (4:28) — сидо                         |
| Финал | Тедди Ринер (FRA)      | Уклонение от захвата (4:27) — сидо                            | 100s1—0s2 | Хисаёси Харасава (JPN)     | Защитная поза (0:08) — сидо Ложная атака (1:06) — сидо                                                                                            |

На предолимпийском чемпионате мира 2019 года, который проходил в Токио, завоевал серебряную медаль, уступив в поединке за чемпионский титул сопернику из Чехии Лукашу Крпалеку. В составе смешанной команды стал чемпионом мира. 